# Cellier des Dauphins
Le cellier des Dauphins est une marque de vin de la vallée du Rhône, créée en 1967, par une union de coopérateurs, l'Union des Vignerons des Côtes du Rhône.
Elle exploite la production de vignobles méridionaux, du sud-est de la vallée du Rhône au mont Ventoux.

## Historique

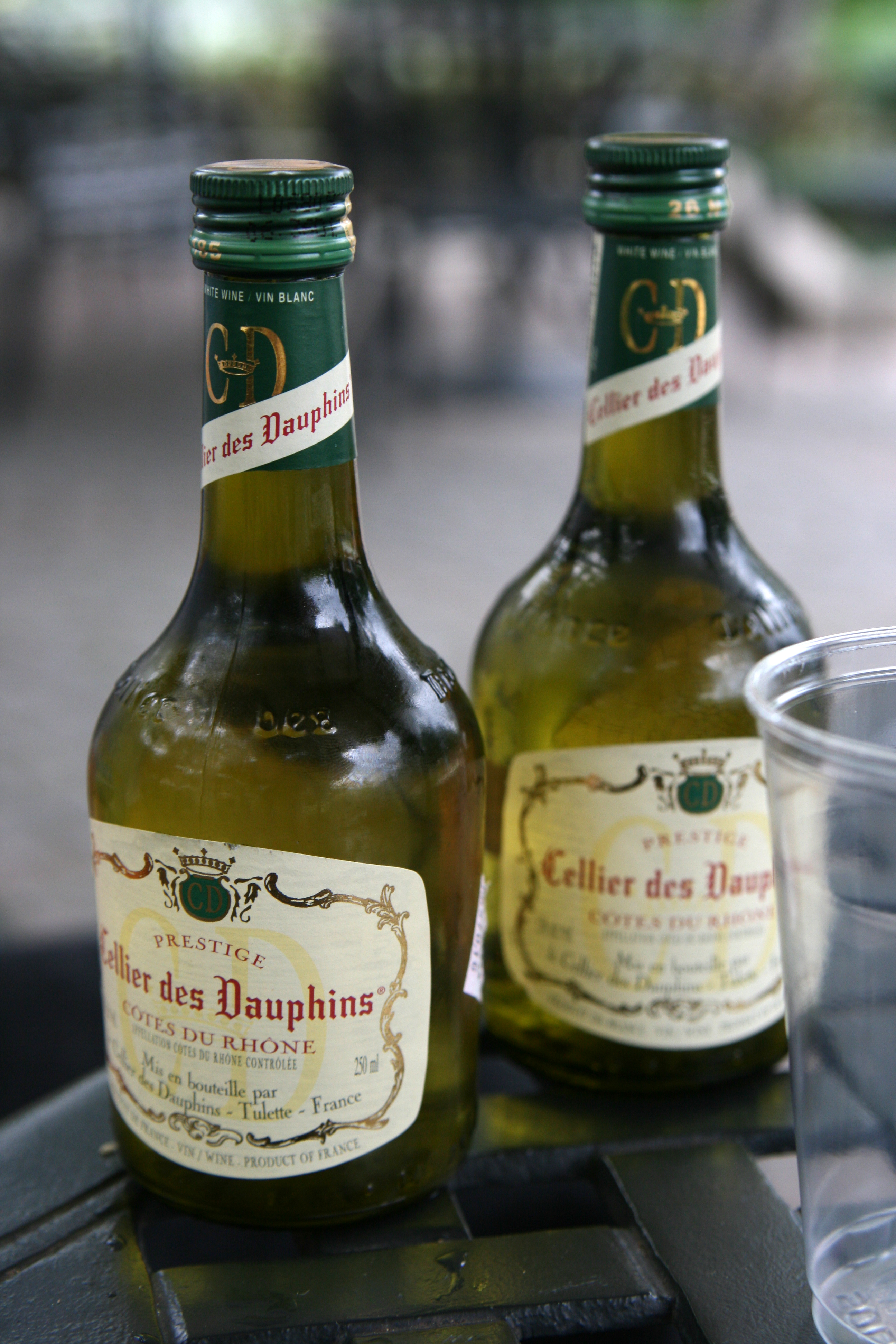
La bouteille Prestige du Cellier des Dauphins.

Le cellier des Dauphins doit sa dénomination à la situation géographique des premières caves adhérentes à l'Union des vignerons des côtes du Rhône, située en Drôme provençale dans la partie la plus méridionale du Dauphiné. La marque a regroupé initialement une union de coopératives à laquelle adhéraient les caves de Nyons, Saint-Maurice-sur-Eygues, Saint-Pantaléon-les-Vignes, Sainte-Cécile-les-Vignes, Sérignan-du-Comtat, Suze-la-Rousse, Tulette et Vinsobres. Ces caves vinifient la production de 2 600 vignerons.
Son rapprochement avec l'union des vignerons de l'enclave des papes, où se regroupent les caves coopératives de Puyméras, Richerenches et Valréas, puis leur fusion a permis de créer un géant viticole.
Actuellement, le cellier des Dauphins, avec ses 11 coopératives, contrôle 20 000 hectares de vignes et commercialise 30 % de l'AOC côtes-du-rhône,avec une production totale de 360 000 hL.

## Produits et marques

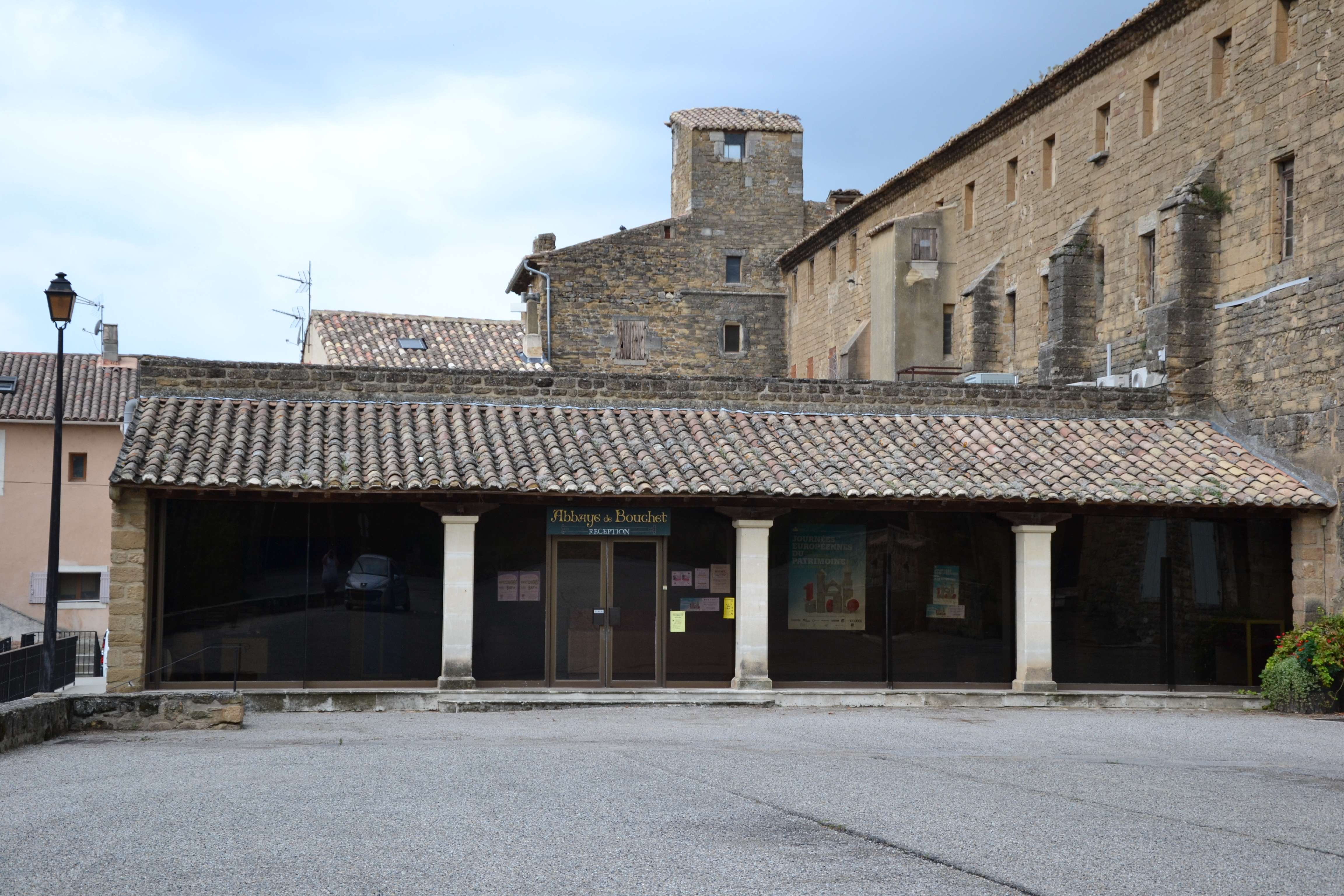
Caveau de dégustation à l'abbaye de Bouchet du cellier des Dauphins

### Marques
Leader en production de côtes-du-rhône rouge, la marque "Cellier des Dauphins" a diversifié sa gamme de vins en particulier avec son côtes-du-rhône rosé. Pour compléter sa gamme "Prestige", elle propose en complément ses bouteilles estampillées "Signature". C'est une sélection de vins plus prestigieux proposés soit en AOC vinsobres, soit en côtes-du-rhône vieilli en fût de chêne. Elle propose également une gamme "Crus des côtes du Rhône".
La gamme se décline en rouge, blanc et rosé sous le nom de "Réserve", sous le nom "Les Dauphins" destinée à une consommation apéritive. La gamme se voit ajouter une cuvée "Ballades en Rhône" en 2017

### Appellations
Les appellations représentées par la marque sont entre autres :
- IGP Méditerranée
- Côtes du Rhône
- Côtes du Rhône Villages (Plan de Dieu, Puyméras, Valréas ...)
- Vinsobres
- Châteauneuf-du-pape
- Vacqueyras
- Cairanne

### Labels
Depuis 2009, le cellier des Dauphins est la première marque à proposer une AOC issue de vignes conduites en agriculture bio. 500 000 bouteilles de ce côtes-du-rhône biologique ont été commercialisées en 2010. Pour développer ce secteur la marque a soumis un plan à l’Agence Bio qui l'a validé en décembre de la même année. Ce qui lui permet de bénéficier désormais de la première aide collective de cette Agence.
Ce plan prévoit, qu'en 2014, les treize caves adhérentes produiront 60 000 hectolitres de Côtes du Rhône avec des raisins issus de l'agriculture biologique. Afin d'atteindre cet objectif, un partenariat a été mis en place avec l'Université du vin de Suze-la-Rousse, les chambres d’Agriculture de Vaucluse et de la Drôme et les vignerons volontaires. En 2018, la production d'environ un millier d'hectares est achetée en raisins biologiques. Cela représente environ 5% de la production finale.
En 2018, la marque a lancé une cuvée biologique sans soufre ajouté.

## Production et commercialisation
L’année 2010 enregistre une progression par rapport à 2009 avec plus de 50 millions de bouteilles vendues (+5 % en volume) et un chiffre d’affaires de 79 millions d’euros (+2 %).
Cette augmentation est due au développement des ventes en bag in box (+22 %) ce qui a nécessité la mise en place d'une deuxième ligne d'embouteillage. Ce sont les rosés (+32 %) et les rouges (+50 %) qui ont permis cette hausse.

### Grande distribution
Les ventes en grandes surfaces ont augmenté de +2,5 % (60 % de la commercialisation) et l'exportation de +3 %. Ce marché représente 28 % des ventes dans plus de 50 pays. Arrivent en tête, avec 80 %, six pays : Grande-Bretagne, Belgique, Pays-Bas, Allemagne, Canada et Suisse. La Chine se positionne avec 500 000 colis expédiés en 2009. D'autres pays comme le Japon, l’Afrique du Sud ou encore le Gabon, sont dans les marchés.
En 2018, la cave a vendu 12,7 millions de bouteilles en grandes surfaces, soit la quatrième position des ventes en France derrière trois entreprises du groupe Castel.

### Marketing

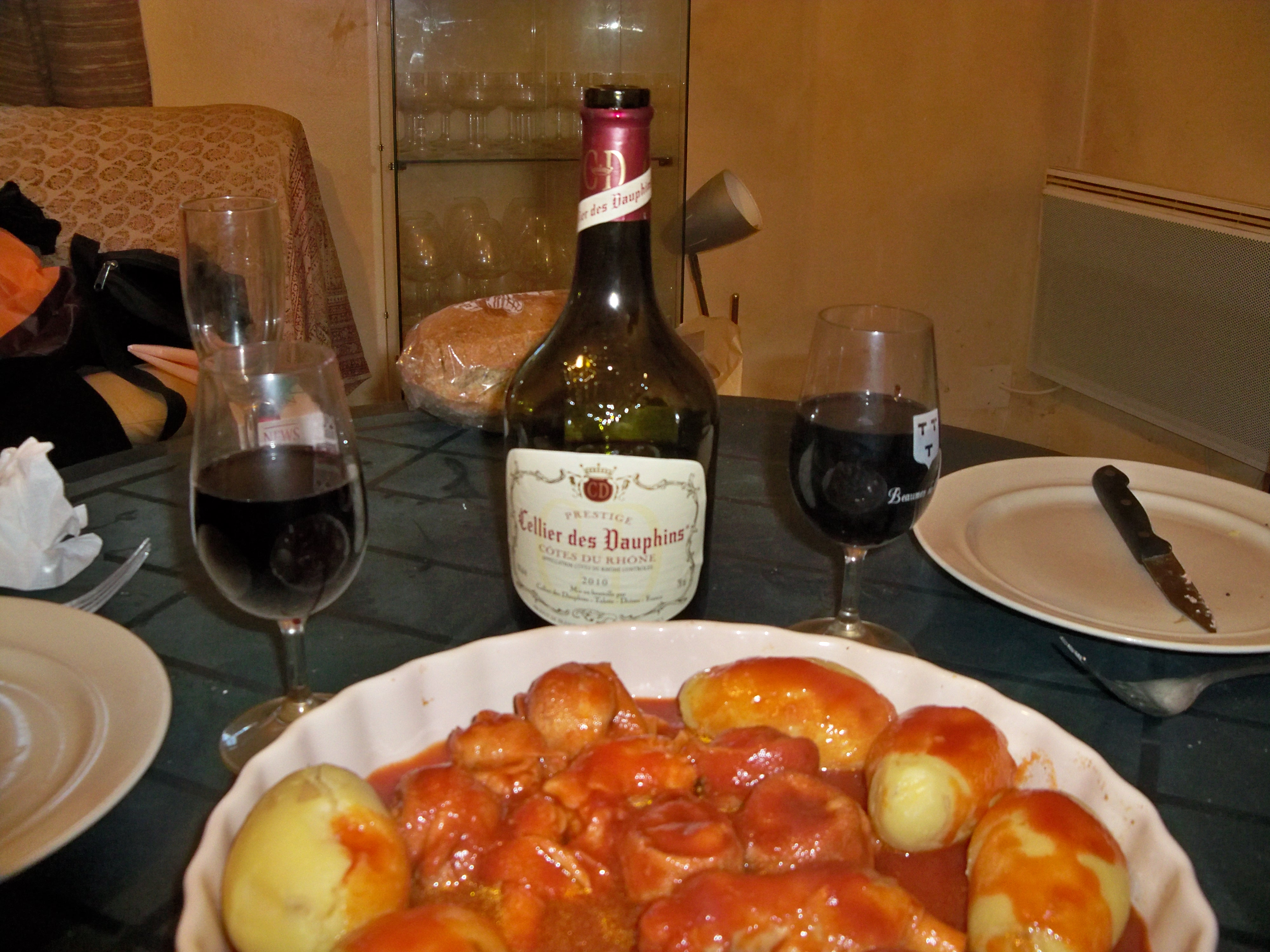
Bouteille Prestige, 75 cL

Le cellier des Dauphins, un des premiers fournisseurs de la grande distribution, s'est fait connaître en adoptant une bouteille à la forme unique pour son côtes-du-rhône appelé Prestige. Cette bouteille reste l'emblème de la gamme et a même été déclinée, à la fin des années 1970, en mini-bouteille 25 cL avec bouchon dévissable. Les cuvées sont proposées à un prix souvent inférieur à cinq euros pour 75 cL.
La marque, depuis sa création, a fait en sorte de suivre ou précéder les tendances nouvelles de consommation. C'est dans cette optique qu'elle a proposé une gamme de vins et contenants adaptés. Le succès de ses bouteilles Prestige, tant en 75 cL qu'en mini-bouteille, a été relayé par une présentation des vins en bag-in-box. Ceux-ci se sont imposés sur les linéaires de la grande distribution.
Invité à prendre la parole au Sénat, le 28 octobre 2004, François Boschi a pu brosser quelle a été sa stratégie pour faire du Cellier des Dauphins la première marque française en volume. Expliquant qu'il n'existe « qu'une seule sorte de marketing : l'adéquation du produit au marché », il a développé ses choix stratégiques. Le premier a été d'utiliser un emballage attractif et distinctif. Le deuxième a porté sur la filière de distribution et son choix de ce qui est devenu la grande distribution. Le troisième s'est fait sur la communication. Les premières publicités du Cellier se firent dans Paris Match et Lui en 1970. Après 1991, et l'application de la loi Évin, les médias traditionnels sont abandonnés. Son choix se porte alors sur la télévision par le biais de l'affichage sportif à l'étranger (circuits automobiles, matches de foot internationaux, etc.), c'est un succès.

## Lieux et bâtiments

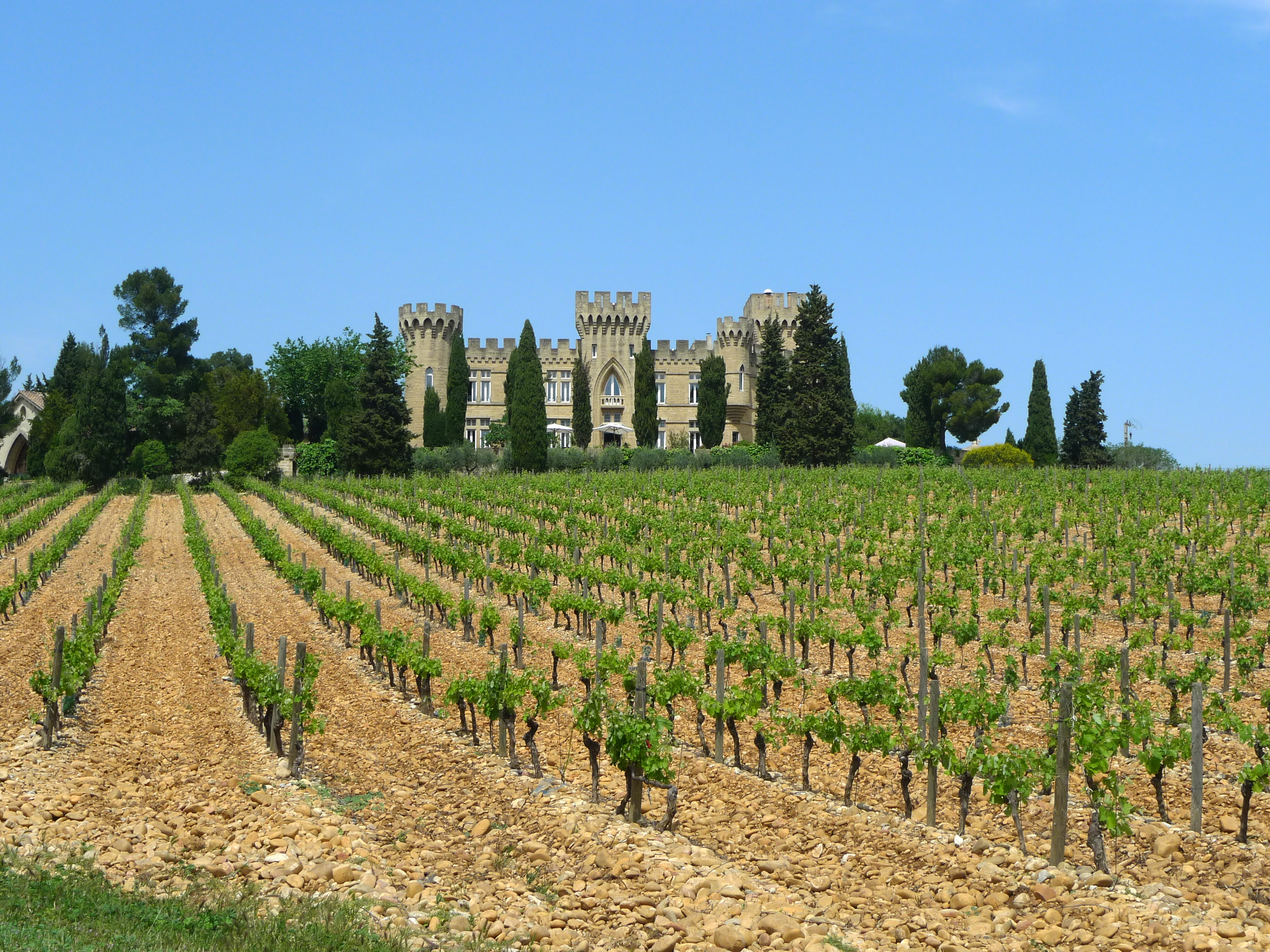
Le château des Fines Roches

Le cellier des Dauphins, dans un premier temps, a acquis l'abbaye de Bouchet (XIIe siècle), dans la Drôme, et l'a aménagée en chais de vieillissement. En 1986, les caves cathédrales de Saint-Restitut, anciennes carrières, entrent dans le patrimoine foncier. Elles servent à leur tour de cave de vieillissement et deviennent un site de promotion. C'est ensuite le tour des châteaux de Rochegude, des Fines Roches, à Châteauneuf-du-Pape et de L’Estagnol, à Suze-la-Rousse. Seul le château de Rochegude a été revendu en 2007,.
Ces lieux de prestige du Cellier ont trouvé leur complémentarité avec des fondations tout aussi prestigieuses. Les vignerons de l’Union ont été partie prenante de la création de la Commanderie des Costes du Rhône en 1973, puis, en 1978, de l'Université du vin, dont les locaux sont installés dans le château de Suze-la-Rousse.

## Administration
François Boschi, ancien directeur de Cellier des Dauphins, remplacé par Gilles Le Besnerais depuis sa retraite, a été l'homme du Cellier. À tel titre que La Revue du vin de France indiquait : « Cellier des Dauphins, propriétaire : François Boschi ». Début 2014, Frank Gaudet, quadragénaire ayant travaillé chez Pernod Ricard en France et aux USA, prend la direction générale et œuvre pendant deux ans au redressement des résultats ; il obtient également en novembre 2015 une belle récompense par la Revue des Vins de France qui le compte parmi les 100 premières figures dans le monde du vin français. En décembre 2016, Bruno Vincent-Genot le remplace à titre provisoire jusqu'en novembre 2016.
Laurent Reinteau est le directeur en fonction depuis 2017, issu du monde du champagne.